# Alkmaar (Suriname)
Alkmaar è un comune (ressort) del Suriname di 4.213 abitanti.
Alkmaar si trova presso l'estuario del fiume Suriname e del Commewijne.
Alkmaar prende nome dalla città omonima dei Paesi Bassi e venne fondata dai coloni olandesi nel XVIII secolo, la popolazione è di origine indonesiana e Indiana e professa l'Induismo e il Luteranesimo.
Ad Alkmaar si trova la Chiesa Morava (Evangelische Broedergemeente) costruita nel 1923 dopo una ricerca fondi nei Paesi Bassi.